# Lébamba
Lébamba est une ville du sud du Gabon, chef-lieu du département de Louetsi-Wano, dans la province de la Ngounié. Elle est située sur la route nationale 6, à proximité des rivières Ngounié et Louetsi.
À trois kilomètres, se trouve un réseau de galeries souterraines karstiques, connu sous le nom de « Grottes de Bongolo »,,.

## Économie
Un centre de recherche agronomique y est créé dans les années 1960. Dans les années 1970 un moulin à huile est installé, destiné à traiter la production d'une plantation de palmiers voisine. Dans les années 1980, les Nations unies y implantent le « projet agro-pastoral de Lébamba », consacré à l'étude de la résistance du bétail à la trypanosomiase. En 1990, la communauté européenne constate qu'il conviendra de poursuivre les efforts en matière de fertilisation des sols du fait de leur faible rendement.

## Culture
La zone est peuplée de Nzebi, qui vivent autour de Lébamba et à l'ouest de Franceville ; ils parlent l'inzebi, une langue bantoue. Les Wumbvu, locuteurs de la langue homonyme, vivent dans la même province, à l'est de Lébamba.
L'hôpital protestant de Bongolo, animé par des américains, considéré comme l'un des meilleurs du pays, est situé à Lébamba,.